# تيري فارمر
تيري فارمر (بالإنجليزية: Terry Farmer)‏ (11 مايو 1931 في المملكة المتحدة - 9 مايو 2014) هو لاعب كرة قدم بريطاني في مركز الهجوم. لعب مع نادي روذرهام يونايتد ونادي يورك سيتي ونادي سكاربورو ونادي غاينسبورو ترينيتي.

## وصلات خارجية
- تيري فارمر على موقع قاعدة بيانات كرة القدم.إي يو (الإنجليزية)